# Johan Richthoff
Johan Richthoff   (Malmö, 30 d'abril de 1898 - Malmö, 1 d'octubre de 1983) va ser un lluitador suec, que destacà sobretot en lluita lliure, però que també practicà la lluita grecoromana. Va competir durant les dècades de 1920 i 1930.
Durant la seva carrera esportiva va disputar tres edicions dels Jocs Olímpics. El 1924, a París, fou quart en el pes pesant. Quatre anys més tard, als Jocs d'Amsterdam, guanyà la medalla d'or en el pes pesant. El 1932, als Jocs de Los Angeles, revalidà la medalla d'or.
També va guanyar els títols europeus del pes semipesant el 1929 i 1930 en estil lliure i el 1930 en lluita grecoromana. El 1930 va ser el primer lluitador en rebre la Medalla d'Or Svenska Dagbladet. Després dels Jocs de 1932 va lluitar professionalment als Estats Units, on va guanyar 92 dels 100 combats disputats, 8 empats i cap derrota. El 1933 va tornar a Suècia per preparar l'equip nacional de lluita que havia de disputar els Jocs Olímpics de 1936 i va continuar lluitant professionalment fins als 49 anys.